# Csu Hszi

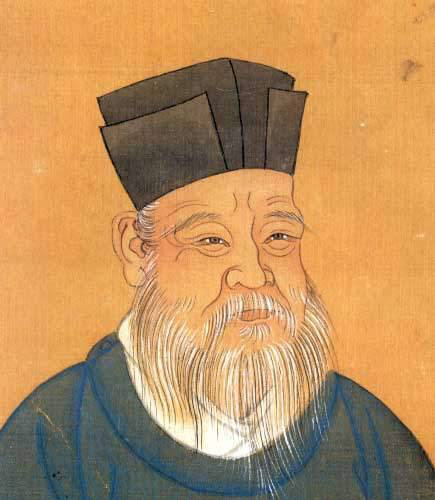
Csu Hszi (Zhu Xi) neokonfuciánus filozófus

Csu Hszi (Zhu Xi) (kínaiul 朱熹; pinjin: Zhū Xī) (1130. október 18. – 1200. április 23.) kínai neokonfuciánus filozófus a Szung (Song)-dinasztia idején.

## Munkássága
A kínai Szung (Song)-kor legkiemelkedőbb filozófusa, a neokonfucianizmust megalapozó gondolatrendszer egyesítője. A neokonfucionizmus racionális irányzatához tartozik – az értelem iskolájához. Tézisei a következők: értelem (理; lǐ; li) és az anyag (氣; qì; csi) egymástól elválaszthatatlanul létezik. Az értelem a jelenségek felső részébe tartozik, míg az anyag az alsóba. Az anyag nélkül az értelem sem létezik (bár keletkezésük szerint az értelem korábbi), minthogy ha van értelem, akkor anyag is van, ami mindent megjelenít.